# Анн Лінде
Анн Крістін Лінде (швед. Ann Christin Linde) — шведська політична діячка, членкиня Соціал-демократичної партії, міністерка у справах Європейського Союзу та торгівлі з 2016 до 2019 року, міністерка закордонних справ Швеції з 2019 до 2022 року. Голова ОБСЄ 2021 року.

## Життєпис
З 25 травня 2016 до 21 січня 2019 року була міністеркою в справах Європейського Союзу, з 25 травня 2016 до 10 вересня 2019 року — міністеркою в справах торгівлі, з 21 січня 2019 до 10 вересня 2019 року — міністеркою в справах північного співробітництва в урядах Левена. До цього Лінде займала пост державної секретарки в Міністерстві внутрішніх справ, а також працювала на посаді державної секретарки в Міністерстві юстиції. У 2013—2014 роках займала пост глави Міжнародного департаменту Партії європейських соціалістів у Брюсселі — організації, яка об'єднує всі соціал-демократичні партії в ЄС. Також була міжнародною секретаркою Соціал-демократичної партії в Швеції з 2000 до 2013 року. У той же період займала пост віцеголови Міжнародного центру Улофа Пальме. Протягом 1990-х років Лінде працювала в різних державних установах, включно з міністерством у цивільних справах. Була політичною радницею при міністрі у справах Європейського Союзу Матса Геллстрема і Міністра закордонних справ і оборони Бйорна фон Сюдова.

## Родина
У 1989 році одружилася з Матсом Ерікссоном. У шлюбі народила двох дітей.